# Max Brand (spisovatel)
Max Brand, vlastním jménem Frederick Schiller Faust (29. května 1892, Seattle – 12. května 1944, Itálie) byl významný americký spisovatel westernů.
Psal většinou pod různými pseudonymy (např. George Owen Baxter, Evan Evans, David Manning), ale dnes je znám pouze jako Max Brand. Narodil se v Seattle, vyrůstal v centrální Kalifornii a později pracoval jako honák krav na jednom z mnoha místních hospodářství. Studoval na kalifornské univerzitě v Berkeley, ale nedosáhl titulu, protože byl jako domnělý výtržník vyloučen.
Už na škole začal psát své příběhy, které poměrně úspěšně prodával do novin a časopisů a stal se brzo populární, zejména jako autor dobrodružných příběhů z Divokého západu. Kromě toho psal také filmové scénáře pro Hollywood a hodně cestoval. Za druhé světové války působil jako válečný dopisovatel a při bojích v Itálii byl smrtelně raněn.
Za svůj život napsal více než 500 románů a povídek nejrůznějších žánrů, dodnes však přežily pouze jeho literární westerny, založené na osobní znalosti práce kovboje a na velice dobrém propracování charakterů jednajících postav.

## Z díla
- Harrigan (1918)

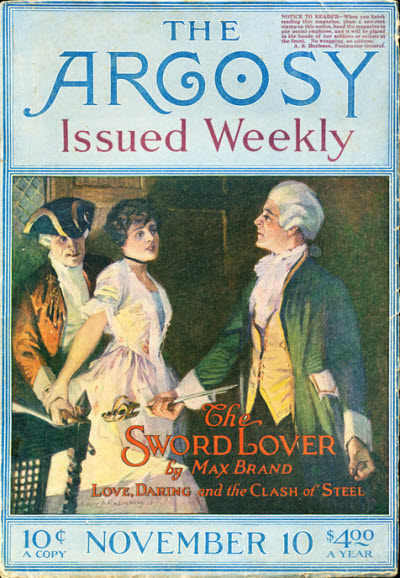
Obálka týdeníku Argosy, říjen 1917, s povídkou Maxe Branda

- Nezkrotní (The Untamed, 1919), první díl autorovy slavné tetralogie o pistolníkovi Hvízdavém Danovi
- Tygří muž (Tiger, 1920)
- Silák Hunter (Bull Hunter, 1921)
- Noční jezdec (The Night Horseman, 1920), druhý díl tetralogie
- Sedmý muž (The Seventh Man, 1921), třetí díl tetralogie
- Černý Jack (Black Jack, 1922)
- Rajská zahrada (The Garden of Eden, 1922)
- Alcatraz (1923)
- Cesta dlouhá, cesta daleká (The Long, Long Trail, 1923)
- Dcera Dana Barryho (Dan Barry's Daughter, 1924), čtvrtý závěrečný díl tetralogie
- Bílý Čejen (The White Cheyenne, 1926)
- Bílý vlk (The White Wolf, 1926)
- Jezdci z planin (Riders of the Plains, 1926)
- Rudý jestřáb (Fire Brain, 1926)
- Železný oř (The Iron Trail, 1926)
- Šeptající psanec (The Whispering Outlaw, 1926)
- Údolí pokladů (Valley of Jewells, 1926)
- Modrá sojka (The Blue Jay, 1927)
- Štvaní jezdci (Hunted Riders, 1928)
- Údolí psanců (Outlaw Valley, 1928)
- Veselý Jim (Pleasant Jim, 1928)
- Cizinec (The Stranger, 1929)
- Přes všechny překážky (Mistral, 1929)
- Šťastné údolí (Happy Valley, 1929)
- Zpívající pistole (Singing Guns, 1929)
- Na jih od Rio Grande (South of the Rio Grande, 1930)
- Divoký jezdec (Destry Rides Again, 1930)
- Muž z Alabamy (The Stingaree, 1930)
- Šťastný Jack (Happy Jack, 1930)
- Tajemné údolí (Mystery Ranch, 1930)
- Usměvavý Charlie (Smiling Charlie, 1931)
- Dvacet vrubů (Twenty Notches, 1932)
- Neviditelný psanec (The Invisible Outlaw, 1932)
- Jacksonova cesta (Kořistník) (The Jackson Trail, 1932)
- Mrtvý nebo živý (Dead or Alive, 1932)
- Údolí supů (Valley Vultures, 1932)
- Bratři na nebezpečné stezce (Brothers on the Trail, 1933)
- Pomalý Joe (Slow Joe, 1933)
- Psanec (The Outlaw, 1933)
- Střílející blázen (Fighting Fool, 1933)
- Kamenná tvář (Marbleface, 1934)
- Srdcová sedma (The Seven of Diamonds, 1935)
- Postrach Arkansasu (The Streak, 1937)
- Ztracená bonanza (Gunman's Gold, 1939)
- Past na Jima Silvera (Silvertip's Trap, 1943)